# Saint-Médard-d'Aunis
Saint-Médard-d'Aunis é uma comuna francesa na região administrativa da Nova Aquitânia, no departamento de Charente-Maritime. Estende-se por uma área de 22,53 km². Em 2010 a comuna tinha 2 322 habitantes (densidade: 103,1 hab./km²).